# Soleil sanglant
Soleil sanglant (titre original : The Bloody Sun) est un roman du Cycle de Ténébreuse, écrit par Marion Zimmer Bradley, publié en 1964.